# Władysław Czarkowski

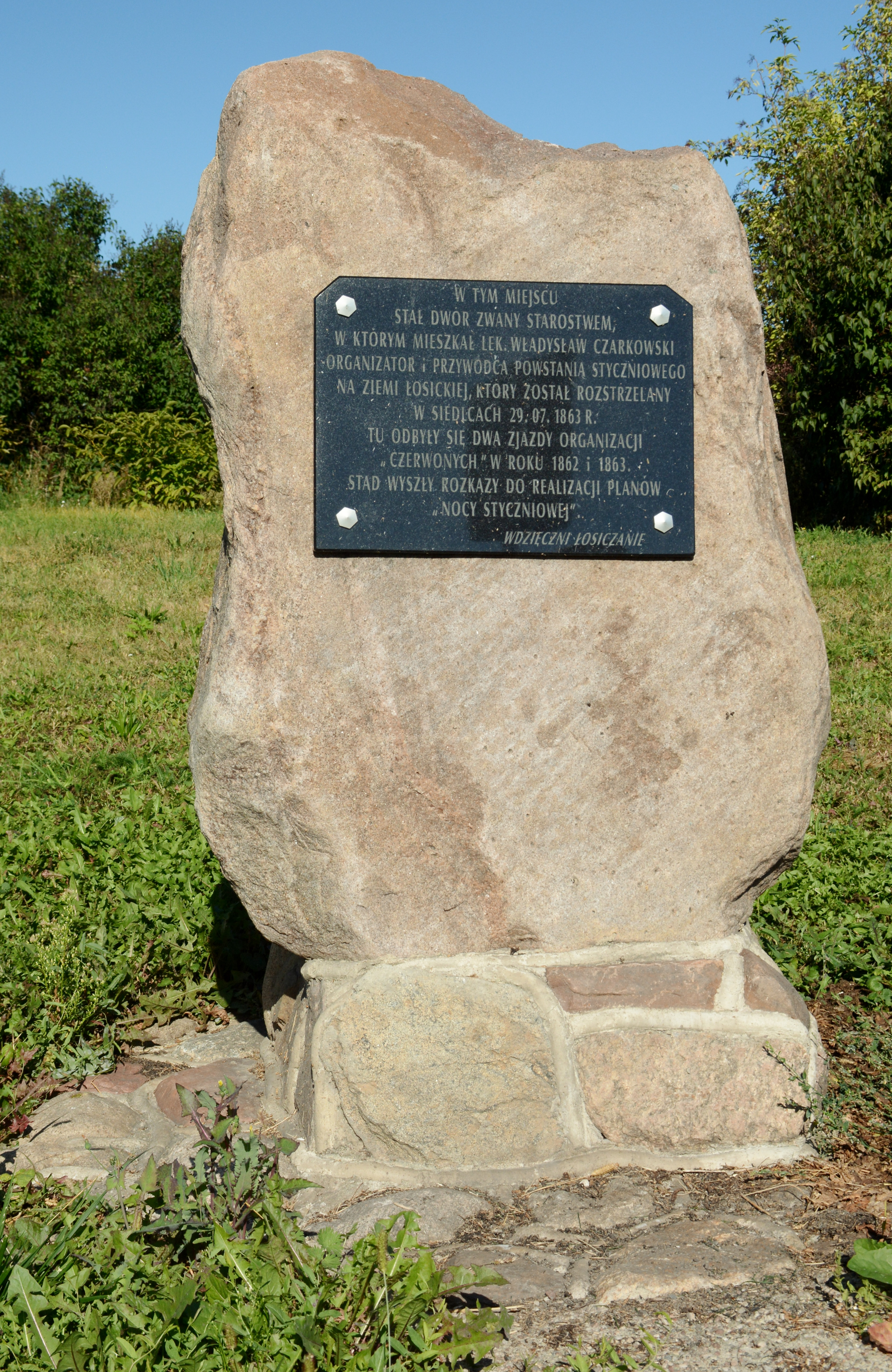
Obelisk upamiętniający działalność Władysława Czarkowskiego, Łosice, rondo na skrzyżowaniu ul. Piłsudskiego i ul. Powstania Styczniowego

Władysław Czarkowski, pseud. Pióro, Czajka (ur. 30 września 1831 w Miodusach-Dworakach, rozstrzelany 29 lipca 1863 w Siedlcach) – polski lekarz, dowódca oddziału wojsk polskich w czasie powstania styczniowego, naczelnik cywilny powiatu bialskiego.
Ukończył studia medyczne na Uniwersytecie Moskiewskim, prowadził prywatną praktykę w Łosicach. Po wybuchu powstania został mianowany przez komitet centralny łosickim naczelnikiem okręgowym. 23 stycznia na czele utworzonego przez siebie oddziału uderzył na załogę rosyjską w Łosicach, rozbroił miejscowych kwatermistrzów, zabrał broń i uzbroiwszy w nią swój oddział uderzył na kwaterujące wojsko w Stoku Lackim. Bił się ze zmiennym powodzeniem kolejno pod Siemiatyczami, Międzylesiem i Mingosami. „Dnia 20 marca w Międzylesiu w Stanisławowskim otoczony przez przeważne siły pod wodzą majora Antoniewicza z czterema armatami, jazdą i kilka rot piechoty, po krwawej utarczce oddział prawie cały ginie, 16 tylko strzelców wraz z dowódzcą zdołali się przerżnąć”. Rząd Narodowy mianował go naczelnikiem cywilnym powiatu bialskiego. Został schwytany i otrzymał wyrok śmierci wydany przez sąd wojenny. Został rozstrzelany w Siedlcach o godzinie 5. rano 29 lipca 1863.

## Rodzina
Syn Józefa i Katarzyny z Kobylińskich. Pozostawił wdowę Walerię z Jurkowskich.